# Michał (Zinkewycz)
Michał, imię świeckie Tymofij Semenowycz Zinkewycz (ur. 9 maja 1966) –  biskup Kościoła Prawosławnego Ukrainy (do 2018 r. Ukraińskiego Kościoła Prawosławnego Patriarchatu Kijowskiego).

## Życiorys
Ukończył seminarium duchowne w Petersburgu (1994) oraz Kijowską Akademię Duchowną (1998). Będąc jej studentem, 9 października 1997 przyjął święcenia diakońskie z rąk metropolity łuckiego i wołyńskiego Jakuba. 10 października 1997 złożył wieczyste śluby mnisze, zaś dwa dni później został wyświęcony na hieromnicha.
22 października 2000 w soborze św. Włodzimierza w Kijowie został wyświęcony na biskupa sumskiego i achtyrskiego. W 2002 został przeniesiony na katedrę czernihowską i nieżyńską. W 2005 został biskupem łuckim i wołyńskim. W 2009 podniesiony do godności arcybiskupa, zaś w 2012 – metropolity.